# Мързелград
Мързелград (на английски: LazyTown) е англо-исландско детско предаване на Nick Jr. и CBeebies. Сериалът е режисиран от Магнус Шевинг, като освен създател, той играе и един от главните герои в сериала - Спортакус (атлетичен супергерой, който обича да спортува и да се храни единствено със зеленчуци и плодове). Премиерата на Мързелград е на 16 август 2004 г. Шоуто е излъчено в над 100 страни с огромен успех.

## Излъчване
| Сезон | Сезон             | Епизоди | Начало на сезона  | Край на сезона   |
| ----- | ----------------- | ------- | ----------------- | ---------------- |
|       | 1                 | 34      | 16 август 2004    | 18 май 2006      |
|       | 2                 | 18      | 25 септември 2006 | 15 октомври 2007 |
|       | Мързелград Екстра | 26      | 15 септември 2008 | 28 октомври 2008 |
|       | 3                 | 16      | 13 март 2013      | 18 декември 2013 |
|       | 4                 | 13      | 10 януари 2014    | 13 октомври 2014 |

## Сюжет
Главният герой е малката Стефани, която пристига в Мързелград при своя чичо. Скоро след това тя се запознава със Зиги, Свидльо, Трикси и Пиксел, които ѝ стават най-добрите приятели. Те обаче не са научени да играят навън, а единственото което правят е да мързелуват, да се хранят вредно и по цял ден да играят на видео игри. Но всичко това се променя, когато супергероят Спортакус пристига в града. Той ги учи, кои храни са полезни, спортува с децата и им показва игри, с които те да се забавляват. Но Спортакус има и друга задача в малкото градче – той помага на всеки, изпаднал в беда. Другият главен герой е подлият Роби. Той постоянно мързелува, храни се с вредна храна и си е поставил за цел едно нещо – да накара децата да спрат да спортуват, да спрат да се хранят правилно и по този начин Спортакус да се засрами и напусне Мързелград завинаги.

## Персонажи

### Хора
- Спортакус – Суперздравословният герой на шоуто, родом от "един остров в Северно море", (намек за Исландия, където е създаден сериала). Той насърчава децата от Мързелград да ядат „спортни бонбони“ (така той нарича плодовете и зеленчуците) и да си играят заедно навън, вместо да седят вкъщи и да играят компютърни игри. Иска хората в Мързелград да бъдат щастливи, а затова всички трябва да бъдат здрави и във форма. Спортакус непрекъснато е зает със спортни дейности и дори прави гимнастика, докато ходи. Винаги е готов да помогне. Той е търпелив и отзивчив. Спортакус не се смята за супергерой, а за нещо „малко над средния герой“.
- Стефани - Тя вдъхновява жителите (и най-вече децата) от Мързелград да се размърдат и да действат. Обича да играе с приятели, а нейните дрехи и принадлежности са розови. Пристига в града, за да посети своя чичо, кмета на Мързелград. Стефани постоянно кара децата да излизат навън и да си играят, но всеки път трябва да преодолява опитите на Подлия Роби да и попречи. Когато повика на помощ Спортакус, целият град започва да работи задружно, за да превърне Мързелград в по-добро място за живот. Стефани обича да танцува и мечтае да учи танци в училище. С нейната помощ Спортакус идва в Мързелград и се запознава с всички.
- Подлия Роби – Злодеят на шоуто, който иска Мързелград да остане завинаги мързелив и заспал град, какъвто е бил преди пристигането на Спортакус и Стефани. Иска децата да ядат вредна храна, да играят по цял ден на компютърни игри и да прогони Спортакус от града. Роби прилага всякакви планове, за да постигне целите си и понякога почти успява, но накрая винаги е победен от Спортакус с помощта на Стефани и нейните приятели. Усилията, които този шампион на мързела полага, граничат с иронията, защото той би могъл да бъде най-активният човек в Мързелград. Но неговите постъпки са лоши и той често нарича себе си „обикновен, подъл човек, който просто е неразбран“. Живее в подземен бункер, откъдето следи децата на Мързелград с перископ. Подлия Роби често се маскира хитро, за да заблуди всички и да прави пакости. Но накрая винаги е разобличен.

### Кукли
- Зиги – Обича да яде, много сладко, близалки. След като се появява Стефани, той разбира, че в детството има нещо повече, освен сладки бонбони. Той става активен и участва във всички спортни занимания заедно с другите, но продължава да обича бонбони.
- Свидльо – Както показва името, той е властно момче, което обича всичко да е негово. Въпреки че играе с другите, Свидльо винаги си пази вещите, особено своята кола и прасенце-касичка. Често казва: "Това е мое!" и има своя песен за това (в която се пее, че всичко в Мързелград е негово). Обича да казва: "Каквото е мое – си е мое, каквото е твое – е мое!". Може да свири на хармоника.
- Трикси – Палаво момиче, което е добър приятел и обича да играе с всички. Употребява думи като „яко“, „готино“ и тем подобни. "Мърдайте хора!" казва Трикси. Тя и Стефани са най-добри приятелки.
- Пиксел – Компютърен специалист, който стои твърде много пред компютъра си. Обича да създава различни устройства, които да вършат работата вместо него, като: машина за връзване на обувки или дистанционно, което „прави всичко вместо теб“. Както Свидльо и той има песен за себе си (в която се пее, че той е просто компютърен специалист)
- Господин Милфорд Добродушков (Кмета) – Винаги поучава другите и върши цялата работа. Той е чичо на Стефани.
- Госпожица Беси Любопиткова – Наперена и самоуверена тя винаги е готова за съвети. Кмета постоянно ѝ се подмазва. Тя му е секретарка. И когато направи нещо добро тя му приготвя торта.

## Актьорски състав
- Магнус Шевинг – Спортакус
- Джулиана Роуз Мариело – Стефани (сезони 1 и 2)
- Клои Ланг – Стефани (сезони 3 и 4)
- Щефан Карл Стефансон – подлия Роби
- Гъдмъндър Тор Карасън – Зиги
- Сара Бърджис – Трикси (сезони 1 и 2)
- Ейми Гарсия – Трикси (сезони 3 и 4)
- Джоди Ейхелбергер – Свидльо
- Роналд Биниън – Пиксел
- Дейвид Матю Фелдман – Милфорд Добродушков
- Джули Уестууд – Беси Любопиткова

## В България
В България сериалът започва излъчване през 2008 по Jetix, първоначално на английски, а впоследствие на български, а по-късно и по Disney Channel като част от детския блок Playhouse Disney. Дублажът е войсоувър, като в него песните не се пеят на български. Дублажът е на студио Медиа Линк. Ролите се озвучават от Светлана Бонин, Живко Джуранов, Илия Иванов и Вилма Карталска. Излъчени са първи и втори сезон.
По-късно се излъчва по Диема Фемили с втори дублаж. В него участва Юлия Станчева.
На 25 септември 2010 г. започва повторно излъчване по TV7. Съставът е същият като в първия дублаж, като само Иванов е заменен с Христо Бонин и е на студио Про Филмс. По-късно е излъчен и по БНТ 1 с дублажа на Про Филмс, като този път песните са преведени. Отново са излъчени първи и втори сезон.
През 2021 целият сериал е качен в HBO GO с четвърти дублаж, отново на студио Про Филмс, но този път синхронен и песните отново са преведени. Ролите се озвучават от Христо Димитров (Спортакус), Юлия Лилова (Стефани), Александър Митрев (Подлия Роби), Иван Трайков (Зиги), Живко Джуранов (Свидльо), Ангелина Русева (Трикси), Марио Иванов (Пиксел).